# Syrlig fjällskivling
Syrlig fjällskivling (Lepiota cristata) är en svampart som först beskrevs av James Bolton, och fick sitt nu gällande namn av Paul Kummer 1871. Syrlig fjällskivling ingår i släktet Lepiota och familjen Agaricaceae.  Arten är reproducerande i Sverige. Inga underarter finns listade i Catalogue of Life.